# Club de Campo Villa de Madrid
Club de Campo Villa de Madrid is een Spaanse sportclub uit Madrid.
De club werd opgericht in 1931 en heeft uitgebreide faciliteiten voor hockey, tennis, zwemmen en golf. 

## Tennis
In 2000 en 2001 vond hier het WTA-toernooi van Madrid plaats.
In 2008 werd de finale van de Fed Cup hier gespeeld, Rusland versloeg Spanje met 4–0.

## Hockey
In 2006 werd het Wereldkampioenschap hockey vrouwen op de Club de Campo gespeeld. Nederland won.
En Club de Campo werd 3de tijdens de EHCCC op SCHC in 2015.
Het vrouwenteam van Club de Campo won tijdens de Euro Hockey League van 2021 en 2023 de zilveren medaille.

## Golf
Er is een par-74-golfbaan, ontworpen door Javier Arana. De baan werd in 1984 geopend en wordt de 'recorrido negro' genoemd. In 2008 is hier de Madrid Masters gespeeld, daarvoor is de club ook diverse keren gastheer geweest van het Open de Madrid en het Open de España (1990, 1991, 1994, 1995, 1996).
De andere baan heet de 'recorrido amarillo' en is ontworpen door Severiano Ballesteros.
De club ligt op slechts enkele kilometers van het stadscentrum.